# GrW 34型81毫米迫击炮
GrW 34型81毫米迫击炮（德語：8 cm Granatwerfer 34）是纳粹德国陆军在第二次世界大战使用的一种迫击炮，这种迫击炮的射速和射程都颇为优秀，在训练有素的士兵手中可以发挥出更大的威力。在单兵携带时，这种迫击炮可以分解为炮筒、底座和支架三个部分。
GrW 34型81毫米迫击炮是由莱茵金属公司负责设计，设计过程从1922年一直延伸到1933年，设计过程中参考了法国生产的81.4mm迫击炮。在二戰爆發前它在德軍武器編裝中歸類為重迫擊炮（8-cm Schwerer Granatwerfer 34, 8-cm s.G.W.34，8公分重迫擊炮），但是在105迫砲問世後，德軍將它定位為普通迫擊炮。

## 操作概述
GrW 34量產從1933年至1945年德國投降，它屬於步兵營標準支援武器，威瑪國防軍編裝中一個步兵營配備了6門GrW 34，一個師總共會配備54門。GrW 34僅需3人便可操炮，但是在納編彈葯運輸兵後，炮班編制為8人。
至1939年9月1日開戰時，納粹德國陸軍已經得到4,624門Grw 34迫擊炮，在開戰後產量一直都高過上層指定的生產指標；在1941年4月時，德軍已經有10,549門GrW 34，6月對俄開戰時這個數字增加到11,767門，在對俄開戰後雖然產能下降，但產線持續，至1945年時共生產了16,454門GrW 34迫擊炮。一般狀況GrW 34迫擊炮是隨車機動，為了適合人力攜帶或在較狹窄的車輛配備德國後來開發了以GrW 34設計鋸短炮管的改良型GrW 42型81毫米迫擊炮。
GrW 34為光膛設計的迫擊炮，炮身壽命為16,000-20,000發，之所以會有落差是因為早期生產的為合金鋼，後期為節約資源以普通碳鋼製作，配備彈藥主要有兩種：重3.5公斤的高爆榴弹或是烟雾弹，搭配撞擊引信。高爆炮彈離開炮管後最長飛行時間是26秒，可創造約30公尺直徑的殺傷圈，一個訓練有素的炮班可以在首發炮彈落點前的飛行時間中完成6至7發炮彈的射擊任務。
除了納粹德國，保加利亞也向德國進口GrW 34配備給步兵部隊使用。